# Сумгаитский бульвар
Сумгаитский бульвар — одна из достопримечательностей Сумгаита, простирающийся на 4,2 км морского побережья, расположен на 106 гектарах.

## История
Работа по строительству было начато в октябре 2015 года. Открытие бульварного комплекса состоялось 27 сентября 2016 года с участием президента Ильхама Алиева. На территории бульвара также построен Площадь флага. Здесь высажено 100 тыс. деревьев, более 500 тыс. различных кустарников, установлено 10 тысяч скамеек. Заложен пешеходный путь протяженностью 12 тысяч погонных метров. На территории построены два детских развлекательных центра, установлены 10 аттракционов.

### Галерея

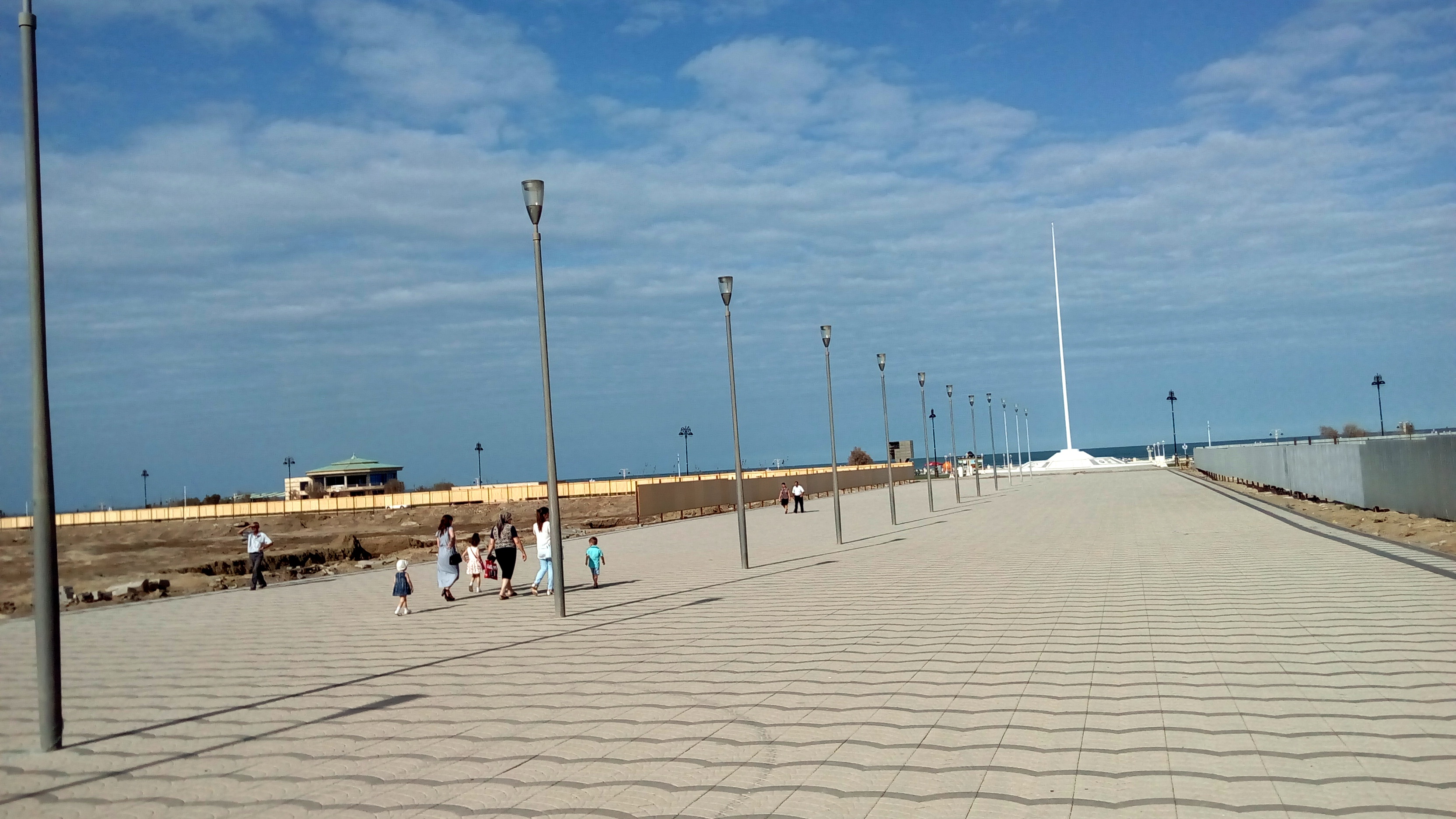
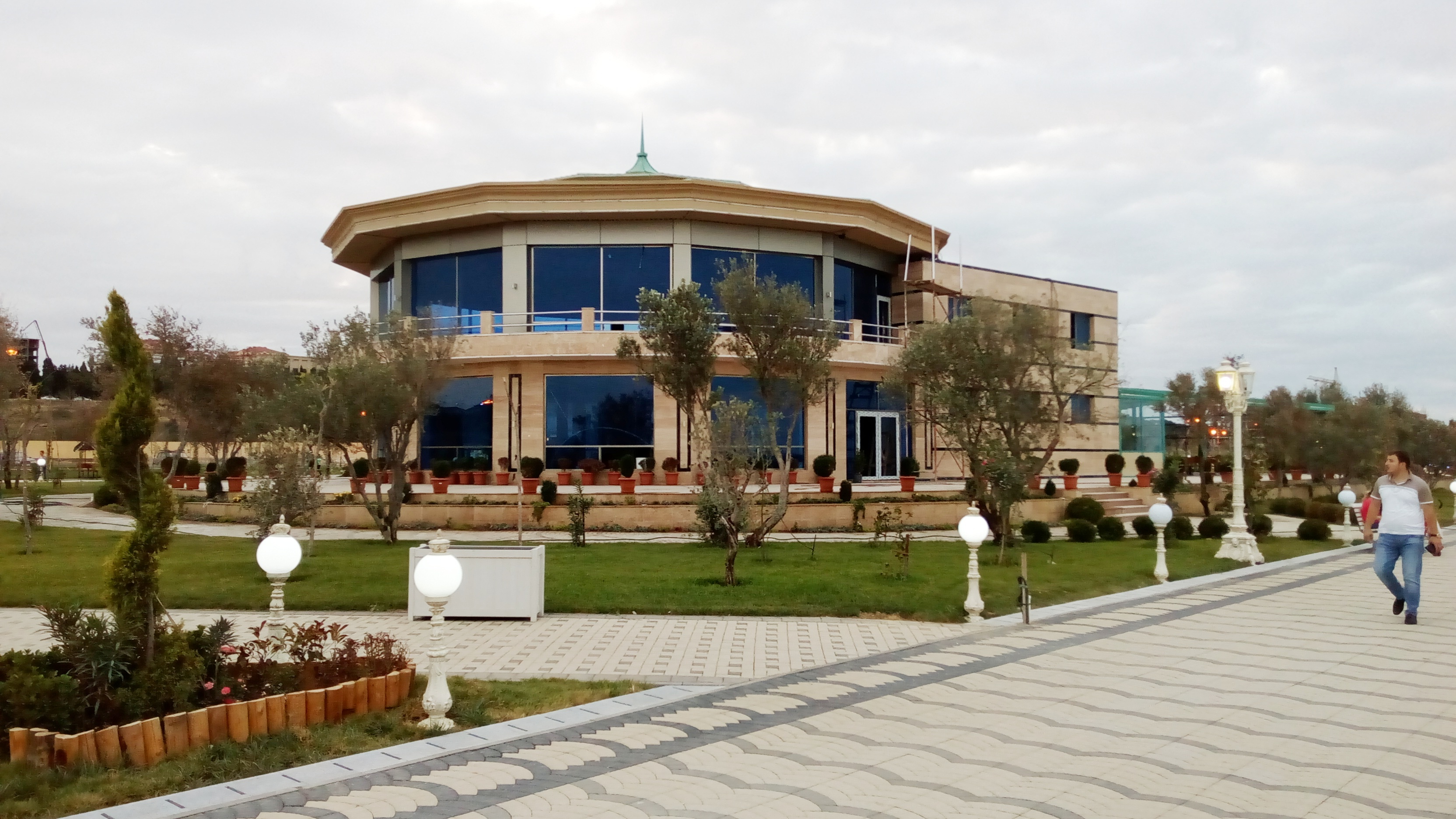
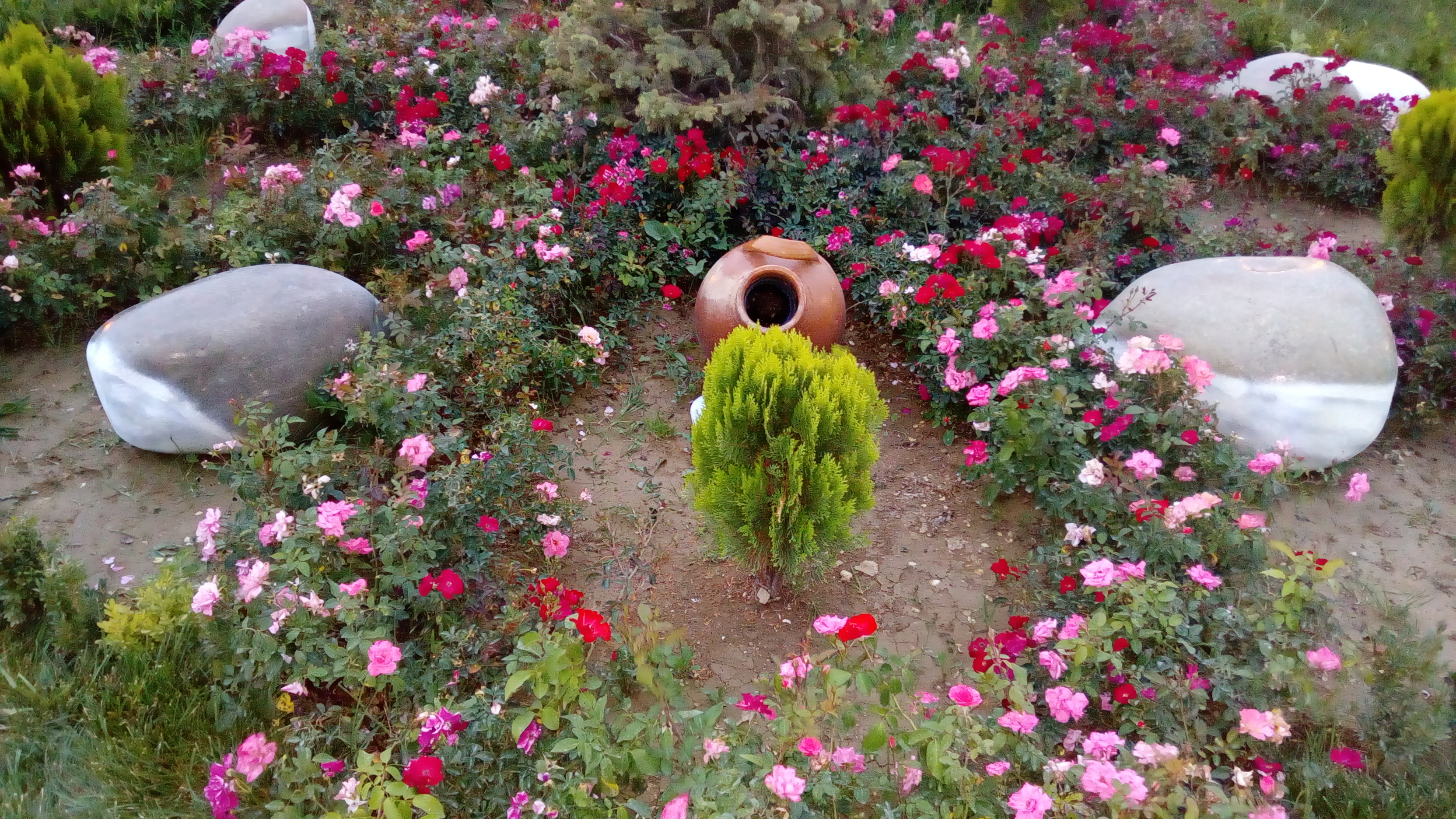
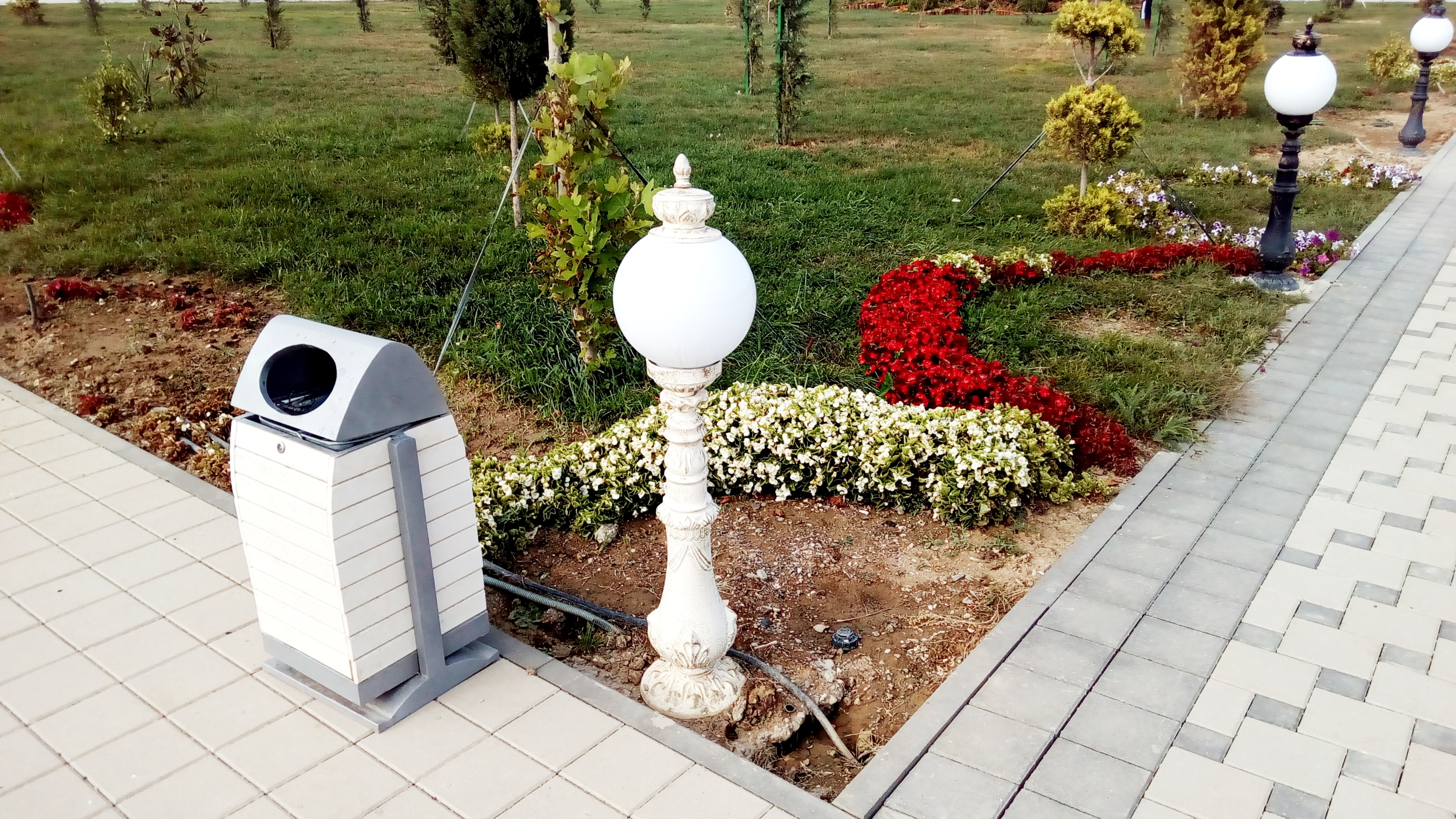
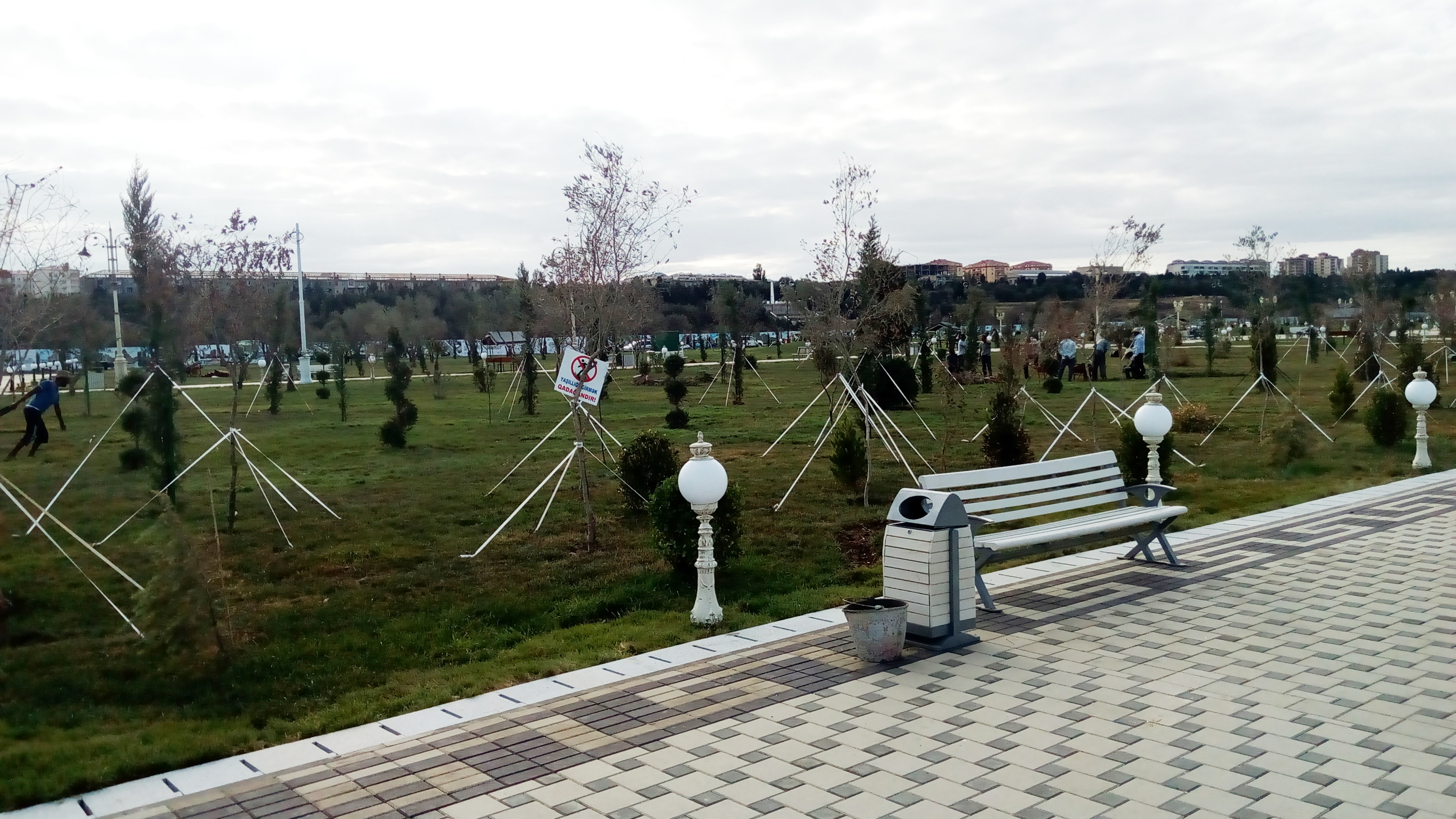
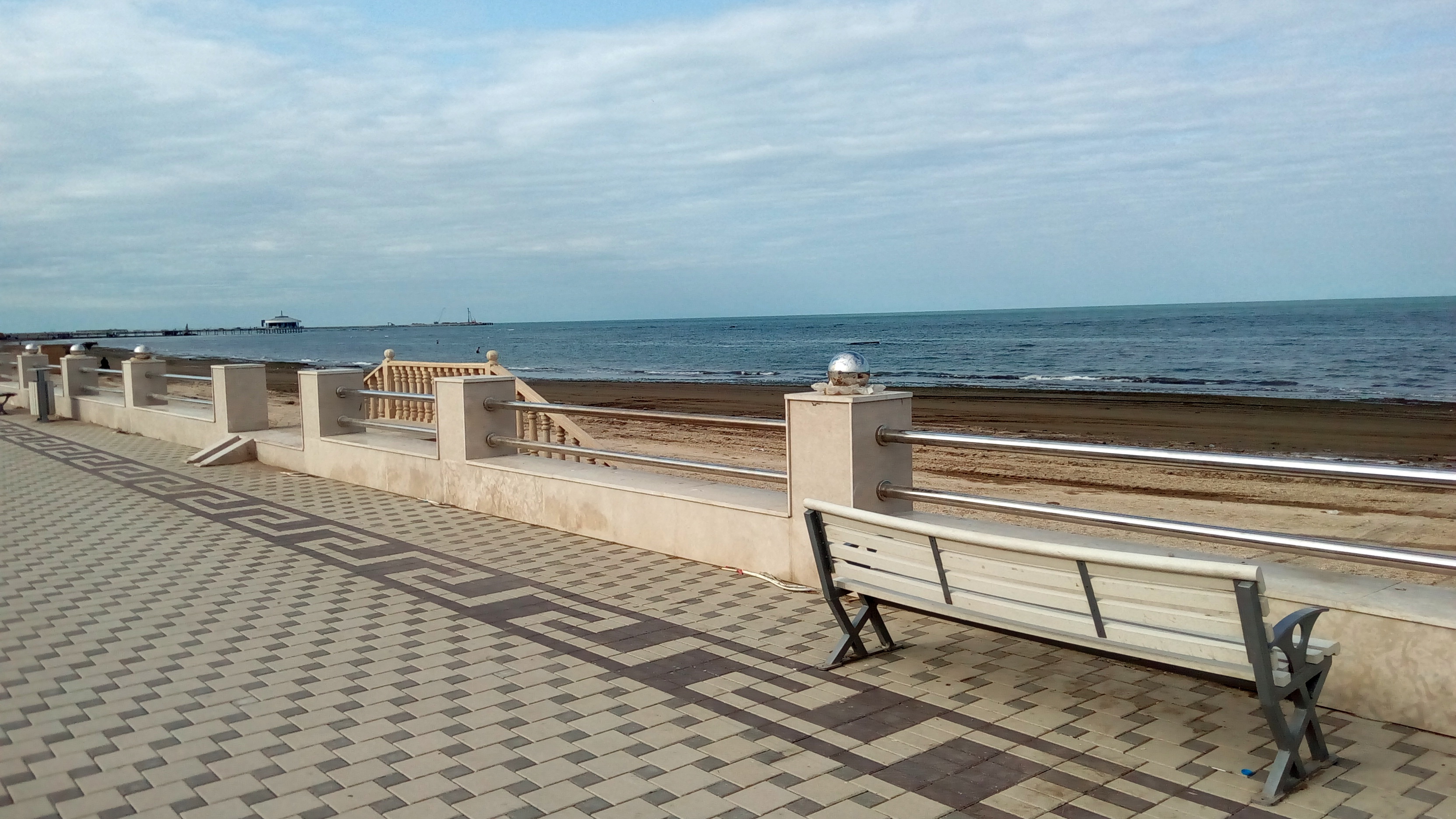
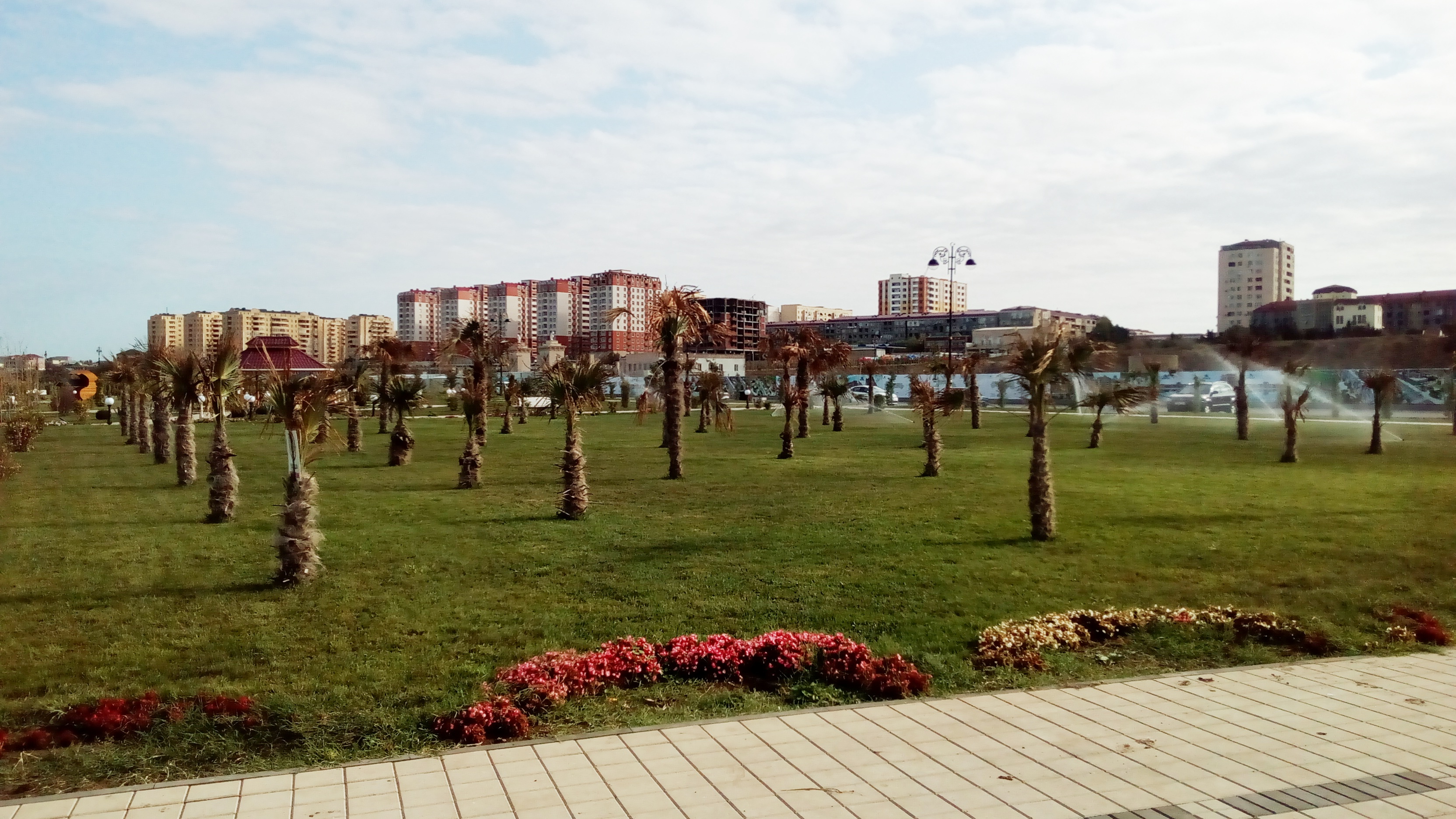
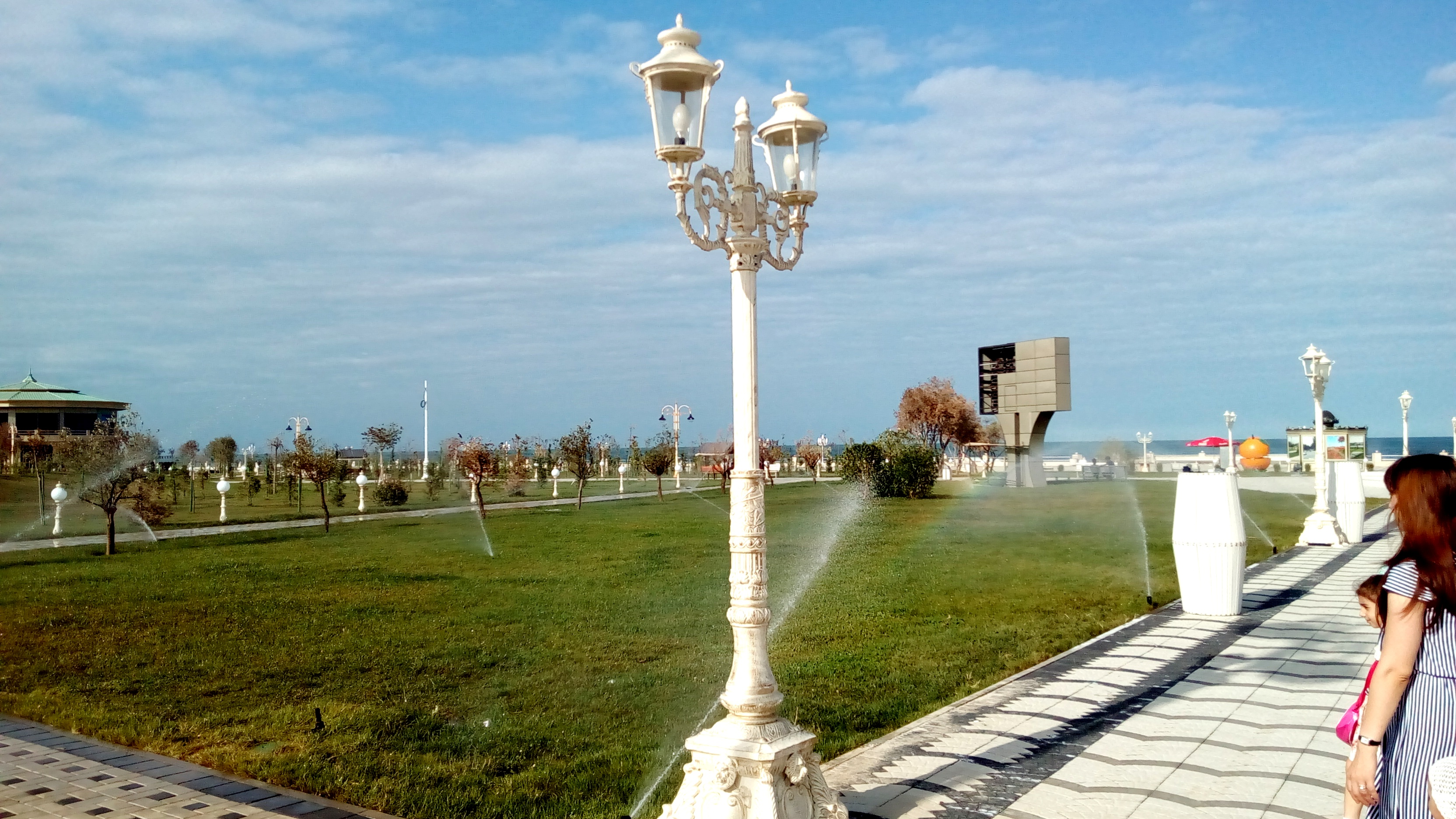